# Chris Hani Baragwanath Hospital
26°15′45″S 27°56′23″Ø / 26.262438°S 27.93967°Ø
Chris Hani Baragwanath Hospital er et stort hospital i Sydafrika navngivet efter Chris Hani. Hospitalet er det tredjestørste i verden efter West China Hospital ved West China Medical Center of Sichuan University og Chang Gung Memorial Hospital i Linkou Hospitalet er beliggende på et 0,70 km² stort område i Soweto syd for Johannesburg og har 3.400 sengepladser og 6.760 medarbejdere. Det er et af 40 Gauteng provinshospitaler og det finansieres af Gauteng provinsens sundhedsmyndigheder.
Det blev åbnet i 1941 af premierminister Jan Smuts som "Imperial Hospital, Baragwanath", institutionen var kendt som Baragwanath Hospital fra 1948. Navnet Chris Hani blev tilføjet i 1997 for at hædre det myrdede medlem af ANC og Det sydafrikanske kommunistparti.
I 2003 blev mere end 2.000 patienter bliver indskrevet på hospitalet dagligt og næsten halvdelen af dem er HIV positive.